# Anagallis tsaratananae
Anagallis tsaratananae är en viveväxtart som beskrevs av M. Peltier. Anagallis tsaratananae ingår i släktet Anagallis och familjen viveväxter. Inga underarter finns listade i Catalogue of Life.